# Anton von Massenhausen
Anton von Massenhausen (1758 - 1815). Estudiante de la Universidad de Ingolstadt que apoyó a Adam Weishaupt en la fundación de los Iluminati. 

## Biografía
Massenhausen estuvo presente en la noche de Walpurgis de 1776, fecha recordada por ser el día que surgió la secta.
Se trasladó a la Universidad de Múnich para reclutar miembros para la orden, entre ellos estaba Franz Xavier von Zwack, quien pronto le sustituyera como aliado de Weishaupt, ya que el mismo Weishaupt aseguraba que Massenhausen estaba más interesado en asuntos femeninos que en los Illuminati.
El sobrenombre de Massenhausen dentro de los Illuminati era el de Ajax